# Eesti Laul 2019
A 2019-es Eesti Laul egy észt zenei verseny, melynek keretén belül a közönség és a zsűri kiválasztja, hogy ki képviselje Észtországot a 2019-es Eurovíziós Dalfesztiválon, Tel-Avivban. A 2019-es Eesti Laul lesz az tizedik észt nemzeti döntő ezen a néven.
Az élő műsorsorozatba ezúttal huszonnégy dal versenyzett az Eurovíziós Dalfesztiválra való kijutásért. A sorozat ismét háromfordulós volt; a két elődöntőt január 31-én és február 2-án, a döntőt pedig 2019. február 16-án rendezték. Az adások alatt a közönség és a nemzetközi zsűri döntött a végeredményt illetően.

## Helyszín
Az elődöntők helyszínéül a Tartui Egyetem sportcsarnoka szolgált, míg a döntőt a 2016-os verseny óta a fővárosban, a tallini Saku Suurhallban rendezik meg. Érdekesség, hogy a 2002-es Eurovíziós Dalfesztivál helyszínéül is ez a helyszín szolgált.

## A résztvevők
Az ETV 2018. december 15-én jelentette be az élő műsorsorozatba jutottak névsorát egy televíziós műsor során.
| Előadó                       | Dal                             | Nyelv       | Zene / Szöveg                                              |
| ---------------------------- | ------------------------------- | ----------- | ---------------------------------------------------------- |
| Around the Sun               | Follow Me Back                  | angol       | Daniel Rukovitškin, Georg Eessaar                          |
| Cätlin Mägi & Jaan Pehk      | Parmumäng                       | észt        | Cätlin Mägi, Jaan Pehk                                     |
| Grete Paia                   | Kui isegi kaotan                | észt        | Grete Paia, Mihkel Mattisen, Timo Vendt, Kerli Puusepp     |
| Inger                        | Coming Home                     | angol       | Inger Fridolin, Karl-Ander Reismann                        |
| Iseloomad                    | Kaks miinust                    | észt        | Vilho Meier, Siim Randveer                                 |
| Jennifer Cohen               | Little Baby El                  | angol       | Chris Hierro, Jennifer Marisse Cohen, Luisa Lõhmus         |
| Johanna Eendra               | Miks sa teed nii?               | észt        | Johanna Eendra, Joosep Eendra                              |
| Kadiah                       | Believe                         | angol       | Kadi Poll                                                  |
| Kaia Tamm                    | Wo sind die Katzen?             | német, észt | Kaia Tamm                                                  |
| Kerli Kivilaan               | Cold Love                       | angol       | Kerli Kivilaan, Egert Milder, Andres Kõpper                |
| Lacy Jay                     | Halleluja                       | angol       | Ago Teppand, Lacy Nicole Jones, Hugo Martin Maasikas       |
| Lumevärv feat. INGA          | Milline päev                    | észt        | Margus Piik, Kermo Hert, Jana Hallas                       |
| Marko Kaar                   | Smile                           | angol       | Marko Kaar, Egert Kanep                                    |
| Öed                          | Öhuloss                         | észt        | Tuuli Rand, Kristel Aaslaid, Bert Prikenfeld, Egert Milder |
| Ranele                       | Supernova                       | észt        | Marek Rosenberg, Lauri Lembinen, Marco Margna, Anne Loho   |
| Sandra Nurmsalu              | Soovide puu                     | észt        | Priit Pajusaar, Sandra Nurmsalu, Aapo Ilves                |
| Sissi                        | Strong                          | angol       | Karl-Ander Reismann, Sissi Nylia Benita                    |
| Sofia Rubina-Hunter          | Deep Water                      | angol       | Sofia Rubina-Hunter, Janika Tenn, Oljana Kallson           |
| Stefan                       | Without You                     | angol       | Stefan Airapetján, Karl-Ander Reismann                     |
| Sünne Valtri                 | I'll Do It My Way               | angol       | Sünne Valtri                                               |
| The Swingers, Tanja & Birgit | High Heels in the Neighbourhood | angol       | Tanja Mihhailova, Timo Vendt, Mihkel Mattisen              |
| Uku Suviste                  | Pretty Little Liar              | angol       | Uku Suviste, Oliver Mazurtshak                             |
| Victor Crone                 | Storm                           | angol       | Stig Rästa, Vallo Kikas, Victor Crone, Fred Krieger        |
| xtra basic & Emily J         | Hold Me Close                   | angol       | Andrei Zevakin, Igor Volhonski                             |

## Elődöntők

### Első elődöntő
Az első elődöntőt január 30-án rendezték tizenkettő előadó részvételével. A végeredményt a zsűrik és a nézők szavazatai alakították ki.
| #  | Előadó                       | Dal                             | Első kör | Első kör | Első kör | Első kör | Első kör | Első kör | Második kör | Második kör |
| #  | Előadó                       | Dal                             | Zsűrik   | Zsűrik   | Nézők    | Nézők    | Összesen | Helyezés | Összesen    | Helyezés    |
| -- | ---------------------------- | ------------------------------- | -------- | -------- | -------- | -------- | -------- | -------- | ----------- | ----------- |
| 1  | The Swingers, Tanja & Birgit | High Heels in the Neighbourhood | 45       | 6        | 2088     | 7        | 13       | 4        | —           | —           |
| 2  | Marko Kaar                   | Smile                           | 5        | 0        | 439      | 0        | 0        | 12       | 252         | 8           |
| 3  | xtra basic & Emily J         | Hold Me Close                   | 25       | 1        | 1802     | 6        | 7        | 8        | 1202        | 2           |
| 4  | Johanna Eendra               | Miks sa teed nii?               | 34       | 2        | 796      | 2        | 4        | 10       | 494         | 6           |
| 5  | Stefan                       | Without You                     | 86       | 12       | 2668     | 8        | 20       | 3        | —           | —           |
| 6  | Sandra Nurmsalu              | Soovide puu                     | 37       | 4        | 1677     | 5        | 9        | 5        | 1736        | 1           |
| 7  | Jennifer Cohen               | Little Baby El                  | 42       | 5        | 1083     | 3        | 8        | 6        | 1102        | 3           |
| 8  | Sofia Rubina-Hunter          | Deep Water                      | 48       | 7        | 747      | 1        | 8        | 7        | 1073        | 4           |
| 9  | Öed                          | Öhuloss                         | 36       | 3        | 1219     | 4        | 7        | 9        | 854         | 5           |
| 10 | Victor Crone                 | Storm                           | 82       | 10       | 6346     | 12       | 22       | 1        | —           | —           |
| 11 | Ranele                       | Supernova                       | 8        | 0        | 666      | 0        | 0        | 11       | 325         | 7           |
| 12 | Inger                        | Coming Home                     | 74       | 8        | 3841     | 10       | 20       | 2        | —           | —           |

### Második elődöntő
A második elődöntőt február 2-án rendezték tizenkettő előadó részvételével. A végeredményt a zsűrik és a nézők szavazatai alakították ki.
| #  | Előadó                  | Dal                 | Első kör | Első kör | Első kör | Első kör | Első kör | Első kör | Második kör | Második kör |
| #  | Előadó                  | Dal                 | Zsűrik   | Zsűrik   | Nézők    | Nézők    | Összesen | Helyezés | Összesen    | Helyezés    |
| -- | ----------------------- | ------------------- | -------- | -------- | -------- | -------- | -------- | -------- | ----------- | ----------- |
| 1  | Sünne Valtri            | I'll Do It My Way   | 28       | 1        | 2729     | 8        | 9        | 7        | 2828        | 1           |
| 2  | Iseloomad               | Kaks miinust        | 38       | 5        | 762      | 0        | 5        | 10       | 394         | 8           |
| 3  | Lumevärv feat. INGA     | Milline päev        | 58       | 8        | 1386     | 3        | 11       | 5        | 2284        | 2           |
| 4  | Sissi                   | Strong              | 55       | 7        | 2557     | 6        | 13       | 4        | —           | —           |
| 5  | Cätlin Mägi & Jaan Pehk | Parmumäng           | 37       | 4        | 1240     | 2        | 6        | 9        | 778         | 6           |
| 6  | Kadiah                  | Believe             | 49       | 6        | 2663     | 7        | 13       | 3        | —           | —           |
| 7  | Kaia Tamm               | Wo sind die Katzen? | 20       | 0        | 1112     | 1        | 1        | 12       | 1023        | 5           |
| 8  | Kerli Kivilaan          | Cold Love           | 75       | 12       | 1488     | 5        | 17       | 2        | —           | —           |
| 9  | Grete Paia              | Kui isegi kaotan    | 22       | 0        | 2752     | 10       | 10       | 6        | 1230        | 4           |
| 10 | Lacy Jay                | Halleluja           | 35       | 2        | 1467     | 4        | 6        | 8        | 2009        | 3           |
| 11 | Around the Sun          | Follow Me Back      | 36       | 3        | 842      | 0        | 3        | 11       | 629         | 7           |
| 12 | Uku Suviste             | Pretty Little Liar  | 71       | 10       | 4635     | 12       | 22       | 1        | —           | —           |

## Döntő
A döntőt február 16-án rendezték tizenkét előadó részvételével. A végeredményt a zsűrik és a nézők szavazatai alakították ki.
| #  | Előadó               | Dal                             | Zsűri | Zsűri | Nézők | Nézők | Összesen | Helyezés |
| -- | -------------------- | ------------------------------- | ----- | ----- | ----- | ----- | -------- | -------- |
| 1  | Sissi                | Strong                          | 46    | 8     | 2990  | 6     | 14       | 4.       |
| 2  | Lumevärv ft. Inga    | Milline päev                    | 46    | 10    | 2188  | 2     | 12       | 5.       |
| 3  | Victor Crone         | Storm                           | 25    | 2     | 15513 | 12    | 14       | 3.       |
| 4  | Kerli Kivilaan       | Cold Love                       | 43    | 7     | 1481  | 0     | 7        | 9.       |
| 5  | xtra basic & Emily J | Hold Me Close                   | 21    | 0     | 1440  | 0     | 0        | 12.      |
| 6  | Kadiah               | Believe                         | 25    | 3     | 2287  | 3     | 6        | 10.      |
| 7  | Synne Valtri         | I'll Do It My Way               | 4     | 0     | 2323  | 4     | 4        | 11.      |
| 8  | Stefan               | Without You                     | 70    | 12    | 6132  | 7     | 19       | 1.       |
| 9  | The Swingers         | High Heels in the Neighbourhood | 26    | 4     | 2737  | 5     | 9        | 7.       |
| 10 | Uku Suviste          | Pretty Little Liar              | 36    | 5     | 8987  | 10    | 15       | 2.       |
| 11 | Inger                | Coming Home                     | 24    | 1     | 6904  | 8     | 9        | 6.       |
| 12 | Sandra Nurmsalu      | Soovide puu                     | 40    | 6     | 1914  | 1     | 7        | 8.       |

### Szuperdöntő
| # | Előadó       | Dal                | Nézők       | Helyezés |
| - | ------------ | ------------------ | ----------- | -------- |
| 1 | Victor Crone | Storm              | 23270 (46%) | 1.       |
| 2 | Stefan       | Without You        | 12380 (24%) | 3.       |
| 3 | Uku Suviste  | Pretty Little Liar | 15498 (30%) | 2.       |

### Külső hivatkozások
- https://menu.err.ee/k/eesti-laul